# 8888-as Italbolt
A 8888-as Italbolt (vagy 8888-as számú Italbolt, majd Mennyiségi borozó, végül „Don Alfredó” kocsma) Moldova György néhány szatírájának fiktív helyszíne, általában a H. Kovács-történetek elbeszélésének helye. A vendéglátóhely törzsvendége a történeteket mesélő, Ferencváros-szurkoló H. Kovács Géza (aki „lendületesen és színesen tudott hazudni, ezért is ragadt neve elé a H. betű”), a hallgatóság állandó tagja a folyton hitetlenkedő, „örökké gúnyolódó” Rizsa. A kocsma csaposa Miskovits Frédi.

A 8888-as Italbolt – név szerint említve – az Istók, a vizek királya, A börtönválogatott című szatírákban és A Lakinger Béla zsebcirkáló című kisregény Előjáték a 8888-as Italboltban és az Utójáték a 8888-as Italboltban című fejezetében jelenik meg. A műveket 1974-ben a Ferencvárosi koktél című kötetben adták ki, majd 1978-ban a Magyar atom című kötetben újraközölték. A Ferencvárosi koktélt 1991-ben, a Magyar atomot 1980-ban és 2007-ben ismét kiadták, utóbbi 1985-ben hangoskönyvben is megjelent. 
Az 1991-ben megjelenő A néma súgó című kötet történeteiben is megtalálható az italbolt, viszont a rendszerváltás után játszódó hat szatírában (Schenk, a világhírű pénzember; Parásó, a néma súgó; Világháborús Játékok, A Cseppentő fivérek, Az utolsó volapök, Partizánok a Rózsadombon) már „Don Alfredó” kocsma néven szerepel. A kötetben visszatérő motívum: „H. Kovács körülnézett a »Don Alfredó«-hoz címzett, azelőtt »Mennyiségi borozó«, még korábban 8888-as számú Italboltnak nevezett kocsmában.”
Az italbolt a művek története szerint valahol a budapesti Népstadion mellett, a Kiskör közelében állt.

## Idézet
Tisztelt Bíróság! Töredelmesen bevallom, hogy A “Lakinger Béla” zsebcirkáló sohasem született volna meg P. Howard, pontosabban Piszkos Fred, Tuskó Hopkins és Wágner úr nélkül. Továbbá tehetetlenül állok néhai Swift Jonathan úr, Ilf és Petrov elvtársak plágiumvádjával szemben is. Mentségemül hadd hozzam fel: igazán a legmárkásabb helyekről merítettem, mert ugye, lophattam volna D-től, Ö-től, vagy U-tól is, és az olvasó megnézhette volna magát. Úgy érzem, vétkem nem lépi túl a “hifelo” (hirtelen felindulásban elkövetett lopás) kategóriájának kereteit. Mellékelten csatolom a vád alá vont kisregényt és néhány novellát (a kisregény a jobb!)